# Pulpí
Pulpí és una localitat de la província d'Almeria, Andalusia. L'any 2006 tenia 7.537 habitants. La seva extensió superficial és de 96 km² i té una densitat de 79,2 hab/km². Les seves coordenades geogràfiques són 37° 24′ N, 1° 44′ O. Està situada a una altitud de 197 metres i a 121 quilòmetres de la capital de la província, Almeria.
L'any 1999, en la mina de plom de Pilar de Jaravia, a 50m de fondària, s'hi va descobrir una gran geoda coneguda com a Geoda de Pulpí, aleshores considerada la més gran del món, amb grans cristalls de guix de transparència excepcional de fins a 2m.

## Demografia
| 1996  | 1998  | 1999  | 2000  | 2001  | 2002  | 2003  | 2004  | 2005  | 2006  | 2007  |
| ----- | ----- | ----- | ----- | ----- | ----- | ----- | ----- | ----- | ----- | ----- |
| 5.202 | 5.291 | 5.375 | 5.477 | 5.997 | 6.492 | 7.353 | 7.368 | 7.600 | 7.537 | 7.911 |